# Esse Artista Sou Eu
Esse Artista Sou Eu es un programa de televisión del género reality show que se emitía en Brasil por la cadena de televisión SBT.
Es la versión brasileña del formato español Tu cara me suena, de éxito internacional emitido por Antena 3.
En él, siete famosos debían ser caracterizados de un artista e interpretar una de sus canciones más famosas, pero no con su propia voz, sino imitando lo mejor posible al cantante original del que se tratase, tanto en movimientos como en voz. 
Fue estrenado el 25 de agosto de 2014 y estaba presentado por Marcio Ballas.

## Participantes
| Participante    | Galas ganador/a   | Galas perdedor/a | Información |
| --------------- | ----------------- | ---------------- | ----------- |
| Alecia Vanzyl   | 1a,6a y Final     | 2a,15a           | Winner      |
| Niana Guerrero  | 5a                | 13a              | 6th Place   |
| Finella Vernice | 7a,9a,10a,11a,14a | 3a,4a,5a,12a,17a | 5th Place   |
| Grow with Jerom | 13o,15o,17o       | 10o,16o          | 2nd Place   |
| Rossana Janson  | 2a,12a,16a        | 1a,6a,11a        | 7th Place   |
| Teacher Janeth  | -                 | 7a               | 4th Place   |
| BJ Dapat SY     | 3o                | 8o,9o,14o        | 8th Place   |
| Gringgo Panes   | 4o,8o             | -                | 3rd Place   |

| Participante      | Galas ganador/a  | Galas perdedor/a | Información |
| ----------------- | ---------------- | ---------------- | ----------- |
| Mhie D. Limbaga   | 6a               | 1a,3a,5a,14a     | 3rd Place   |
| Mark Neil Palomo  | 3o y Final       | -                | Winner      |
| Symon Vill        | 10o              | 2o,6o            | 8th Place   |
| Kleo de Patrapido | 1o,5o,7o,12o,15o | 4o               | 2nd Place   |
| Jouly Bernardo    | 2a,9a            | 10a,13a          | 6th Place   |
| Popsy Pagarigan   | 8o,11o,17o       | 9o,15o           | 4th Place   |
| Keisha            | 4a,13a,16a       | 7a,8a,17a        | 5th Place   |
| Deyya Vaerl       | 14a              | 11a,12a,16a      | 7th Place   |

| Participante             | Galas ganador/a          | Galas perdedor/a | Información |
| ------------------------ | ------------------------ | ---------------- | ----------- |
| Official I'm Addicted To | -                        | -                | 7th Place   |
| Airis De Guzmán          | 6a                       | 13a              | 5th Place   |
| Ming Ming ng Daet        | 2a                       | 4a,7a,8a,12a     | 8th Place   |
| Tricia Robredo           | 3a,13a                   | 10a              | 2nd Place   |
| NRL Physio               | 5o                       | 1o,3o,6o,11o     | 5th Place   |
| Karz                     | 1o,4o,9o,10o,14o y Final | 2o,5o            | Winner      |
| Shiela Bonita Calis      | 12a                      | 14a              | 3rd Place   |
| Ser Chan                 | 7o,8o,11o                | 9o               | 4th Place   |

| Participante           | Galas ganador/a | Galas perdedor/a | Información |
| ---------------------- | --------------- | ---------------- | ----------- |
| Khayla Reyes Bartolome | 14a             | 9a               | 6th Place   |
| Marsa Lecci            | -               | 2a,7a,14a        | 7th Place   |
| Russco Jarvina         | 5o              | 3o,6o            | 8th Place   |
| Vladimir Grand         | 4o,6o,10o,13o   | 5o,8ο,12o        | 2nd Place   |
| It's Not Josh          | 2o,7o,9o,12o    | 4o,10o           | 3rd Place   |
| Angel 16               | 8a,11a y Final  | 1a,13a           | Winner      |
| Pablo Pareti           | 1o              | 11o              | 4th Place   |
| Jeo's Girlfriend       | 3a              | -                | 5th Place   |

| Participante       | Galas ganador/a | Galas perdedor/a | Información |
| ------------------ | --------------- | ---------------- | ----------- |
| Shekina HSB        | 3a              | 9a               | 7th Place   |
| Myla 525           | 2a,7a           | 4a,11a           | 6th Place   |
| Russel An          | 14a             | 1a,5a            | 5th Place   |
| Why Knort Ko Konat | 9a,13a, Final   | 14a              | Winner      |
| Kaylee Act         | 10a             | 3a,12a,13a       | 8th Place   |
| Knight of Blood    | 4a              | -                | 2nd Place   |
| Millie Billie Baby | 5a,8a,11a       | 2a,6a,7a,10a     | 4th Place   |
| Zariyah Chantal    | 1a,6a,12a       | 8a               | 3rd Place   |

|                      |                            | Lugar de procedencia | Edad      | Ocupación | Galas ganador/a | Galas perdedor/a | Información |
| -------------------- | -------------------------- | -------------------- | --------- | --------- | --------------- | ---------------- | ----------- |
| Jastenn              | Adeje                      | 18                   | Alumno    |           | 1o              |                  |             |
| Ma'm B               | Las Palmas de Gran Canaria | 30                   | Profesora |           |                 |                  |             |
| Jake and Niki Hatdog | Málaga                     | 18                   | Alumna    | 2a        |                 |                  |             |
| Enzzz                | Reus                       | 19                   | Alumno    | 1o        |                 |                  |             |
| Maroah Castillo      | Tomares                    | 17                   | Alumna    |           |                 |                  |             |
| Xine Kierra          | Barcelona                  | 19                   | Alumna    |           | 2a              |                  |             |
| I Love You           | Barcelona                  | 35                   | Madre     |           |                 |                  |             |
| Cy 860               | Igualada                   | 19                   | Alumna    |           |                 |                  |             |

## Posiciones y puntuaciones semanales
| Celebrity       | 1             | 2             | 3             | 4             | 5             | 6             | 7             | 8             | 9             | 10            | 11            | 12            | 13            | 14            | 15            | 16            | 17            | Results            | 18        |
| --------------- | ------------- | ------------- | ------------- | ------------- | ------------- | ------------- | ------------- | ------------- | ------------- | ------------- | ------------- | ------------- | ------------- | ------------- | ------------- | ------------- | ------------- | ------------------ | --------- |
| Alecia Vanzyl   | 1st 48 puntos | 8th 19 puntos | 2nd 36 puntos | 7th 18 puntos | 3rd 24 puntos | 1st 50 puntos | 2nd 31 puntos | 4th 27 puntos | 2nd 38 puntos | 6th 22 puntos | 4th 26 puntos | 6th 23 puntos | 3rd 29 puntos | 4th 23 puntos | 8th 17 puntos | 3rd 24 puntos | 5th 25 puntos | 1st 480 puntos     | Winner    |
| Niana Guerrero  | 2nd 43 puntos | 7th 20 puntos | 3rd 25 puntos | 3rd 37 puntos | 1st 45 puntos | 5th 23 puntos | 4th 26 puntos | 7th 21 puntos | 7th 15 puntos | 5th 23 puntos | 5th 23 puntos | 2nd 30 puntos | 8th 18 puntos | 2nd 31 puntos | 7th 19 puntos | 7th 24 puntos | 2nd 30 puntos | 6th 453 puntos     | -         |
| Finella Vernice | 6th 26 puntos | 3rd 27 puntos | 8th 18 puntos | 8th 14 puntos | 8th 15 puntos | 6th 20 puntos | 1st 35 puntos | 5th 23 puntos | 1st 39 puntos | 1st 40 puntos | 1st 41 puntos | 8th 16 puntos | 6th 27 puntos | 1st 37 puntos | 4th 31 puntos | 6th 24 puntos | 8th 16 puntos | 5th 459 puntos     | -         |
| Grow With Jerom | 5th 35 puntos | 2nd 28 puntos | 6th 19 puntos | 6th 23 puntos | 4th 23 puntos | 2nd 32 puntos | 3rd 30 puntos | 3rd 31 puntos | 6th 16 puntos | 8th 21 puntos | 3rd 27 puntos | 7th 21 puntos | 1st 37 puntos | 3rd 28 puntos | 1st 36 puntos | 8th 18 puntos | 1st 35 puntos | 4th 460 puntos     | 2nd Place |
| Rosana Janson   | 8th 18 puntos | 1st 40 puints | 7th 19 puntos | 4th 27 puntos | 7th 18 puntos | 8th 16 puntos | 6th 20 puntos | 6th 23 puntos | 5th 28 puntos | 2nd 29 puntos | 8th 15 puntos | 1st 37 puntos | 2nd 30 puntos | 7th 23 puntos | 6th 22 puntos | 1st 40 puntos | 7th 23 puntos | 7th 428 puntos     | -         |
| Teacher Janeth  | 4th 37 puntos | 5th 26 puntos | 5th 20 puntos | 2nd 39 puntos | 6th 22 puntos | 4th 24 puntos | 8th 17 puntos | 2nd 40 puntos | 4th 32 puntos | 4th 26 puntos | 7th 23 puntos | 4th 29 puntos | 5th 29 puntos | 6th 23 puntos | 3rd 34 puntos | 5th 24 puntos | 4th 29 puntos | 2nd-3rd 474 puntos | 4th Place |
| Bj Dapat Sy     | 7th 24 puntos | 6th 22 puntos | 1st 45 puntos | 5th 24 puntos | 2nd 35 puntos | 7th 17 puntos | 5th 23 puntos | 8th 17 puntos | 8th 14 puntos | 7th 21 puntos | 2nd 27 puntos | 5th 26 puntos | 7th 26 puntos | 8th 17 puntos | 5th 23 puntos | 2nd 28 puntos | 6th 24 puntos | 8th 413 puntos     | -         |
| Gringgo Panes   | 3rd 37 puntos | 4th 26 puntos | 4th 20 puntos | 1st 39 puntos | 5th 22 puntos | 3rd 24 puntos | 7th 17 puntos | 1st 40 puntos | 3rd 32 puntos | 3rd 26 puntos | 6th 23 puntos | 3rd 29 puntos | 4th 29 puntos | 5th 23 puntos | 2nd 34 puntos | 4th 24 puntos | 3rd 29 puntos | 2nd-3rd 474 puntos | 3rd Place |

| Celebrity         | 1             | 2             | 3             | 4             | 5             | 6             | 7             | 8             | 9             | 10            | 11            | 12            | 13            | 14            | 15            | 16            | 17            | Results        | 18        |
| ----------------- | ------------- | ------------- | ------------- | ------------- | ------------- | ------------- | ------------- | ------------- | ------------- | ------------- | ------------- | ------------- | ------------- | ------------- | ------------- | ------------- | ------------- | -------------- | --------- |
| Mhie D. Limbaga   | 8th 20 puntos | 3rd 25 puntos | 8th 14 puntos | 2nd 39 puntos | 8th 15 puntos | 1st 51 puntos | 6th 25 puntos | 4th 27 puntos | 6th 24 puntos | 2nd 40 puntos | 2nd 35 puntos | 3rd 31 puntos | 3rd 26 puntos | 8th 19 puntos | 4th 30 puntos | 3rd 31 puntos | 4th 29 puntos | 3rd 481 puntos | 3rd Place |
| Mark Neil Palomo  | 2nd 34 puntos | 2nd 33 puntos | 1st 46 puntos | 4th 29 puntos | 6th 24 puntos | 6th 25 puntos | 5th 25 puntos | 3rd 29 puntos | 2nd 39 puntos | 7th 17 puntos | 5th 25 puntos | 2nd 40 puntos | 2nd 41 puntos | 6th 22 puntos | 3rd 30 puntos | 6th 26 puntos | 2nd 41 puntos | 2nd 526 puntos | Winner    |
| Symon Vill        | 4th 30 puntos | 8th 11 puntos | 6th 23 puntos | 6th 22 puntos | 3rd 29 puntos | 8th 17 puntos | 4th 28 puntos | 7th 21 puntos | 4th 26 puntos | 1st 44 puntos | 6th 25 puntos | 5th 27 puntos | 4th 26 puntos | 5th 24 puntos | 5th 25 puntos | 5th 27 puntos | 7th 18 puntos | 8th 423 puntos | -         |
| Kleo de Patrapido | 1st 41 puntos | 5th 24 puntos | 3rd 29 puntos | 8th 13 puntos | 1st 51 puntos | 4th 27 puntos | 1st 36 puntos | 6th 25 puntos | 7th 18 puntos | 4th 30 puntos | 3rd 32 puntos | 1st 41 puntos | 6th 24 puntos | 2nd 31 puntos | 1st 49 puntos | 2nd 35 puntos | 3rd 31 puntos | 1st 537 puntos | 2nd Place |
| Jouly Bernardo    | 7th 20 puntos | 1st 51 puntos | 7th 17 puntos | 3rd 37 puntos | 7th 19 puntos | 5th 25 puntos | 7th 23 puntos | 2nd 31 puntos | 1st 44 puntos | 8th 15 puntos | 4th 26 puntos | 7th 19 puntos | 8th 17 puntos | 4th 30 puntos | 7th 20 puntos | 7th 22 puntos | 5th 25 puntos | 6th 441 puntos | -         |
| Popsy Pagarigan   | 5th 29 puntos | 7th 18 puntos | 5th 24 puntos | 7th 18 puntos | 2nd 30 puntos | 7th 21 puntos | 3rd 33 puntos | 1st 46 puntos | 8th 18 puntos | 3rd 31 puntos | 1st 41 puntos | 6th 23 puntos | 7th 20 puntos | 3rd 31 puntos | 8th 17 puntos | 4th 30 puntos | 1st 47 puntos | 4th 477 puntos | 4th Place |
| Keisha            | 6th 22 puntos | 4th 24 puntos | 2nd 42 puntos | 1st 41 puntos | 5th 27 puntos | 3rd 28 puntos | 8th 20 puntos | 8th 19 puntos | 3rd 29 puntos | 6th 21 puntos | 7th 23 puntos | 4th 27 puntos | 1st 44 puntos | 7th 20 puntos | 6th 22 puntos | 1st 39 puntos | 8th 12 puntos | 5th 460 puntos | -         |
| Deyya Vaerl       | 3rd 32 puntos | 6th 22 puntos | 4th 28 puntos | 5th 24 puntos | 4th 28 puntos | 2nd 29 puntos | 2nd 33 puntos | 5th 25 puntos | 5th 25 puntos | 5th 25 puntos | 8th 16 puntos | 8th 15 puntos | 5th 25 puntos | 1st 46 puntos | 2nd 30 puntos | 8th 13 puntos | 6th 20 puntos | 7th 436 puntos | -         |

| Celebrity                | 1             | 2             | 3             | 4             | 5             | 6             | 7             | 8             | 9             | 10            | 11            | 12            | 13            | 14            | Results            | 15        |
| ------------------------ | ------------- | ------------- | ------------- | ------------- | ------------- | ------------- | ------------- | ------------- | ------------- | ------------- | ------------- | ------------- | ------------- | ------------- | ------------------ | --------- |
| Official I'm Addicted To | 7th 23 puntos | 3rd 33 puntos | 3rd 29 puntos | 5th 24 puntos | 6th 24 puntos | 3rd 32 puntos | 3rd 30 puntos | 6th 24 puntos | 3rd 36 puntos | 5th 25 puntos | 6th 24 puntos | 6th 17 puntos | 5th 30 puntos | 3rd 31 puntos | 7th 382 puntos     | -         |
| Airis De Guzman          | 5th 27 puntos | 2nd 33 puntos | 4th 25 puntos | 2nd 30 puntos | 4th 30 puntos | 1st 37 puntos | 7th 22 puntos | 4th 25 puntos | 4th 27 puntos | 3rd 31 puntos | 4th 31 puntos | 4th 24 puntos | 7th 19 puntos | 5th 22 puntos | 5th-6th 383 puntos | -         |
| Ming Ming ng Daet        | 2nd 34 puntos | 1st 37 puntos | 6th 24 puntos | 8th 14 puntos | 7th 22 puntos | 7th 22 puntos | 8th 19 puntos | 8th 21 puntos | 7th 19 puntos | 7th 21 puntos | 7th 22 puntos | 8th 15 puntos | 6th 24 puntos | 8th 12 puntos | 8th 306 puntos     | -         |
| Tricia Robredo           | 6th 24 puntos | 7th 20 puntos | 1st 49 puntos | 6th 24 puntos | 3rd 31 puntos | 2nd 36 puntos | 6th 26 puntos | 3rd 32 puntos | 6th 20 puntos | 8th 21 puntos | 2nd 35 puntos | 7th 17 puntos | 1st 38 puntos | 6th 22 puntos | 3rd-4th 395 puntos | 2nd Place |
| NRL Physio               | 8th 20 puntos | 4th 31 puntos | 8th 12 puntos | 4th 26 puntos | 1st 36 puntos | 8th 21 puntos | 4th 27 puntos | 5th 25 puntos | 2nd 38 puntos | 4th 31 puntos | 8th 17 puntos | 5th 24 puntos | 4th 30 puntos | 2nd 45 puntos | 5th-6th 383 puntos | -         |
| Karz                     | 1st 34 puntos | 8th 15 puntos | 2nd 39 puntos | 1st 54 puntos | 8th 20 puntos | 4th 27 puntos | 5th 26 puntos | 7th 23 puntos | 1st 46 puntos | 1st 37 puntos | 5th 24 puntos | 3rd 30 puntos | 8th 12 puntos | 1st 45 puntos | 2nd 432 puntos     | Winner    |
| Shiela Bonita Calis      | 4th 29 puntos | 6th 25 puntos | 7th 20 puntos | 7th 21 puntos | 5th 25 puntos | 5th 25 puntos | 2nd 32 puntos | 2nd 35 puntos | 5th 24 puntos | 6th 25 puntos | 3rd 33 puntos | 1st 51 puntos | 2nd 34 puntos | 7th 16 puntos | 3rd-4th 395 puntos | 3rd Place |
| Ser Chan                 | 3rd 32 puntos | 5th 29 puntos | 5th 25 puntos | 3rd 30 puntos | 2nd 35 puntos | 6th 23 puntos | 1st 41 puntos | 1st 38 puntos | 8th 13 puntos | 2nd 32 puntos | 1st 37 puntos | 2nd 45 puntos | 3rd 31 puntos | 4th 25 puntos | 1st 436 puntos     | 4th Place |

| Celebrity              | 1             | 2             | 3             | 4             | 5             | 6             | 7             | 8             | 9             | 10            | 11            | 12            | 13            | 14            | Results        | 15        |
| ---------------------- | ------------- | ------------- | ------------- | ------------- | ------------- | ------------- | ------------- | ------------- | ------------- | ------------- | ------------- | ------------- | ------------- | ------------- | -------------- | --------- |
| Khayla Reyes Bartolome | 6th 22 puntos | 4th 28 puntos | 2nd 36 puntos | 3rd 30 puntos | 6th 22 puntos | 7th 23 puntos | 4th 28 puntos | 5th 27 puntos | 8th 17 puntos | 6th 21 puntos | 6th 22 puntos | 5th 22 puntos | 7th 19 puntos | 1st 48 puntos | 6th 365 puntos | -         |
| Marsa Lecci            | 4th 24 puntos | 8th 14 puntos | 5th 26 puntos | 4th 28 puntos | 5th 30 puntos | 2nd 34 puntos | 8th 21 puntos | 8th 12 puntos | 3rd 28 puntos | 3rd 29 puntos | 5th 27 puntos | 3rd 30 puntos | 3rd 33 puntos | 7th 16 puntos | 7th 352 puntos | -         |
| Russco Jarvina         | 7th 22 puntos | 2nd 32 puntos | 8th 13 puntos | 6th 24 puntos | 1st 36 puntos | 8th 20 puntos | 6th 26 puntos | 2nd 36 puntos | 6th 24 puntos | 4th 27 puntos | 8th 12 puntos | 8th 12 puntos | 4th 30 puntos | 6th 25 puntos | 8th 339 puntos | -         |
| Vladimir Grand         | 3rd 33 puntos | 7th 22 puntos | 7th 21 puntos | 1st 42 puntos | 8th 20 puntos | 1st 35 puntos | 5th 27 puntos | 7th 20 puntos | 5th 26 puntos | 1st 46 puntos | 4th 29 puntos | 6th 18 puntos | 1st 43 puntos | 3rd 28 puntos | 3rd 410 puntos | 2nd Place |
| It's Not Josh          | 5th 23 puntos | 1st 47 puntos | 6th 21 puntos | 8th 18 puntos | 7th 21 puntos | 3rd 31 puntos | 1st 36 puntos | 4th 30 puntos | 1st 51 puntos | 8th 16 puntos | 3rd 32 puntos | 1st 53 puntos | 5th 23 puntos | 5th 26 puntos | 2nd 428 puntos | 3rd Place |
| Angel 16               | 8th 16 puntos | 6th 24 puntos | 4th 27 puntos | 5th 24 puntos | 3rd 30 puntos | 6th 25 puntos | 3rd 30 puntos | 1st 37 puntos | 2nd 28 puntos | 5th 26 puntos | 1st 46 puntos | 2nd 38 puntos | 8th 15 puntos | 4th 27 puntos | 4th 393 puntos | Winner    |
| Pablo Pareti           | 1st 49 puntos | 3rd 30 puntos | 3rd 28 puntos | 2nd 37 puntos | 2nd 34 puntos | 4th 28 puntos | 2nd 31 puntos | 6th 23 puntos | 4th 28 puntos | 2nd 40 puntos | 7th 18 puntos | 7th 15 puntos | 2nd 40 puntos | 2nd 29 puntos | 1st 430 puntos | 4th Place |
| Jeo's Girlfriend       | 2nd 34 puntos | 5th 26 puntos | 1st 51 puntos | 7th 20 puntos | 4th 30 puntos | 5th 27 puntos | 7th 24 puntos | 3rd 33 puntos | 7th 21 puntos | 7th 18 puntos | 2nd 32 puntos | 4th 25 puntos | 6th 19 puntos | 8th 12 puntos | 5th 372 puntos | -         |

| Celebrity          | 1             | 2             | 3             | 4             | 5             | 6             | 7             | 8             | 9             | 10            | 11            | 12            | 13            | 14            | Results        | 15        |
| ------------------ | ------------- | ------------- | ------------- | ------------- | ------------- | ------------- | ------------- | ------------- | ------------- | ------------- | ------------- | ------------- | ------------- | ------------- | -------------- | --------- |
| Shekina HSB        | 6th 27 puntos | 3rd 31 puntos | 1st 45 puntos | 5th 25 puntos | 4th 27 puntos | 4th 27 puntos | 7th 23 puntos | 3rd 30 puntos | 8th 14 puntos | 7th 23 puntos | 2nd 34 puntos | 6th 18 puntos | 4th 28 puntos | 7th 24 puntos | 7th 376 puntos | -         |
| Myla 525           | 4th 29 puntos | 1st 46 puntos | 6th 24 puntos | 8th 18 puntos | 7th 20 puntos | 3rd 37 puntos | 1st 37 puntos | 6th 20 puntos | 3rd 29 puntos | 6th 23 puntos | 7th 18 puntos | 3rd 26 puntos | 3rd 29 puntos | 6th 24 puntos | 6th 380 puntos | -         |
| Russel An          | 8th 17 puntos | 4th 28 puntos | 2nd 38 puntos | 6th 23 puntos | 8th 20 puntos | 7th 19 puntos | 4th 27 puntos | 5th 26 puntos | 6th 18 puntos | 2nd 34 puntos | 3rd 29 puntos | 2nd 36 puntos | 5th 23 puntos | 1st 45 puntos | 5th 383 puntos | -         |
| Kikiam             | 5th 27 puntos | 2nd 43 puntos | 4th 26 puntos | 7th 19 puntos | 5th 25 puntos | 2nd 39 puntos | 6th 24 puntos | 2nd 31 puntos | 1st 61 puntos | 4th 23 puntos | 6th 20 puntos | 5th 22 puntos | 1st 47 puntos | 8th 18 puntos | 2nd 425 puntos | Winner    |
| Kaylee Act         | 2nd 30 puntos | 6th 18 puntos | 8th 14 puntos | 4th 28 puntos | 2nd 33 puntos | 5th 25 puntos | 5th 25 puntos | 4th 27 puntos | 5th 20 puntos | 1st 44 puntos | 8th 12 puntos | 8th 13 puntos | 7th 21 puntos | 4th 25 puntos | 8th 335 puntos | -         |
| Kai / Karkat       | 7th 26 puntos | 5th 27 puntos | 5th 25 puntos | 1st 46 puntos | 6th 23 puntos | 6th 23 puntos | 2nd 33 puntos | 7th 18 puntos | 2nd 41 puntos | 5th 23 puntos | 5th 26 puntos | 7th 17 puntos | 2nd 35 puntos | 5th 24 puntos | 4th 387 puntos | 2nd Place |
| Millie Billie Baby | 3rd 29 puntos | 8th 12 puntos | 7th 23 puntos | 3rd 29 puntos | 1st 46 puntos | 8th 12 puntos | 8th 21 puntos | 1st 58 puntos | 7th 14 puntos | 8th 17 puntos | 1st 62 puntos | 4th 25 puntos | 8th 12 puntos | 2nd 32 puntos | 3rd 392 puntos | 4th Place |
| Zariyah Chantal    | 1st 38 puntos | 7th 18 puntos | 3rd 28 puntos | 2nd 35 puntos | 3rd 29 puntos | 1st 41 puntos | 3rd 33 puntos | 8th 13 puntos | 4th 26 puntos | 3rd 31 puntos | 4th 27 puntos | 1st 61 puntos | 6th 23 puntos | 3rd 31 puntos | 1st 434 puntos | 3rd Place |

|                      | Gala 1        | Gala 2        | Gala 3 | Gala 4 | Gala 5 | Gala 6 | Gala 7 | Gala 8 | Gala 9 | Gala 10 | Gala 11 | Gala 12 | 1ª Semifinal | 2ª Semifinal | Total     | Final | Final |
| -------------------- | ------------- | ------------- | ------ | ------ | ------ | ------ | ------ | ------ | ------ | ------- | ------- | ------- | ------------ | ------------ | --------- | ----- | ----- |
| Jastenn Seneres      | 8th 27 puntos | 4th 28 puntos |        |        |        |        |        |        |        |         |         |         |              |              | 55 puntos |       |       |
| Teacher Bela         | 6th 32 puntos | 5th 21 puntos |        |        |        |        |        |        |        |         |         |         |              |              | 53 puntos |       |       |
| Alias Jayke          | 7th 29 puntos | 1st 50 puntos |        |        |        |        |        |        |        |         |         |         |              |              | 79 puntos |       |       |
| Renz Ox              | 1st 54 puntos | 7th 20 puntos |        |        |        |        |        |        |        |         |         |         |              |              | 74 puntos |       |       |
| Maroah Castillo      | 2nd 44 puntos | 6th 21 puntos |        |        |        |        |        |        |        |         |         |         |              |              | 65 puntos |       |       |
| Sha Shang            | 3rd 35 puntos | 8th 17 puntos |        |        |        |        |        |        |        |         |         |         |              |              | 52 puntos |       |       |
| Charity Joy Inspires | 4th 33 puntos | 2nd 37 puntos |        |        |        |        |        |        |        |         |         |         |              |              | 70 puntos |       |       |
| Puttichai            | 5th 32 puntos | 3rd 29 puntos |        |        |        |        |        |        |        |         |         |         |              |              | 61 puntos |       |       |

     Ganador
     2º Finalista
     3.er Finalista
     4º Finalista
     5º Finalista
     Perdedor de la noche
     Ganador de la noche
     El concursante no participó en la gala
     El concursante dona el premio a su ONG cedido por el concursante ganador
     Clasificado a la final por la suma total de los votos del jurado y público en plató
     Eliminado

## Imitaciones

### Gala 1
| Concursante                    | Artista         | Canción                  | Puntuación      | Puntos extras | Puntos extras              | Total | Rank |
| Concursante                    | Artista         | Canción                  | Puntuación      | Voto          | + 5 pts.                   | Total | Rank |
| ------------------------------ | --------------- | ------------------------ | --------------- | ------------- | -------------------------- | ----- | ---- |
| Alecia Vanzyl                  | Sidney Magal    | "Satndra Rosa Madalena"  | 38 (10,10,10,8) | 10            | Niana                      | 48    | 1a   |
| Finella Vernice                | Amy Winehouse   | "Rehab"                  | 26 (7,5,9,5)    | -             | Niana                      | 26    | 5a   |
| Rossana Janson                 | Ricky Martin    | "Livin' la vida loca"    | 18 (4,6,4,4)    | -             | Niana                      | 18    | 7a   |
| BJ Dapat SY                    | Hebe Camargo    | "Você Não Sabe"          | 24 (9,4,5,6)    | -             | Alecia                     | 24    | 6o   |
| Niana Guerrero                 | Whitney Houston | "I Will Always Love You" | 28 (5,7,7,9)    | 15            | Alecia                     | 43    | 2a   |
| Grow With Jerom                | Seu Jorge       | "Burguesinha"            | 30 (8,9,6,7)    | 5             | Teacher Janeth and Gringgo | 35    | 4o   |
| Teacher Janeth y Gringgo Panes | Axl Rose        | "Sweet Child O' Mine"    | 32 (6,8,8,10)   | 5             | Jerom                      | 37    | 3os  |

### Gala 2
| Concursante                    | Artista         | Canción                  | Puntuación  | Puntos extras | Puntos extras | Total | Rank |
| Concursante                    | Artista         | Canción                  | Puntuación  | Voto          | + 5 pts.      | Total | Rank |
| ------------------------------ | --------------- | ------------------------ | ----------- | ------------- | ------------- | ----- | ---- |
| Finella Vernice                | Anitta          | "Show das Poderosas"     | 27 (9,9,9)  | -             | Rossana       | 27    | 3a   |
| BJ Dapat SY                    | Carmen Miranda  | "Chica-Chica-Bum-Chic"   | 17 (7,6,4)  | 5             | Rossana       | 22    | 5o   |
| Alecia Vanzyl                  | Elvis Presley   | "Blue Suede Shoes"       | 14 (5,4,5)  | 5             | Rossana       | 19    | 7a   |
| Niana Guerrero                 | Whoopi Goldberg | "Oh Happy Day"           | 15 (4,5,6)  | 5             | Alecia        | 20    | 6a   |
| Grow with Jerom                | Ray Charles     | "Hit the Road Jack"      | 23 (6,10,7) | 5             | Niana         | 28    | 2o   |
| Teacher Janeth y Gringgo Panes | Wanderléa       | "Pare o Casamento"       | 26 (8,8,10) | -             | Jerom         | 26    | 4os  |
| Rossana Janson                 | Village People  | "Y.M.C.A. ft. Macho Man" | 25 (10,7,8) | 15            | BJ            | 40    | 1a   |

### Gala 3
| Concursante      | Artista           | Canción               | Puntuación    | Puntos extras | Puntos extras | Total | Rank |
| Concursante      | Artista           | Canción               | Puntuación    | Voto          | + 5 pts.      | Total | Rank |
| ---------------- | ----------------- | --------------------- | ------------- | ------------- | ------------- | ----- | ---- |
| Syang            | Britney Spears    | "Toxic"               | 12 (4, 4, 4)  | —             | 0             | 12    | 7ª   |
| Vanessa Jackson  | Kaoma             | "Chorando Se Foi"     | 16 (6, 5, 5)  | Li            | 0             | 16    | 6ª   |
| Leo Maia         | Tim Maia          | "Me Dê Motivo"        | 25 (7, 8, 10) | Rosemary      | 5             | 30    | 3º   |
| Li Martins       | Rihanna           | "Where Have You Been" | 22 (9, 7, 6)  | Christian     | 10            | 32    | 2ª   |
| Marcelo Augusto  | Cher              | "Believe"             | 27 (8, 10, 9) | Leo           | 0             | 27    | 4º   |
| Rosemary         | Elis Regina       | "Madalena"            | 18 (5, 6, 7)  | Christian     | 0             | 18    | 5ª   |
| Christian Chávez | Justin Timberlake | "SexyBack"            | 27 (10, 9, 8) | Li            | 10            | 37    | 1º   |